# ジョリス＝カルル・ユイスマンス

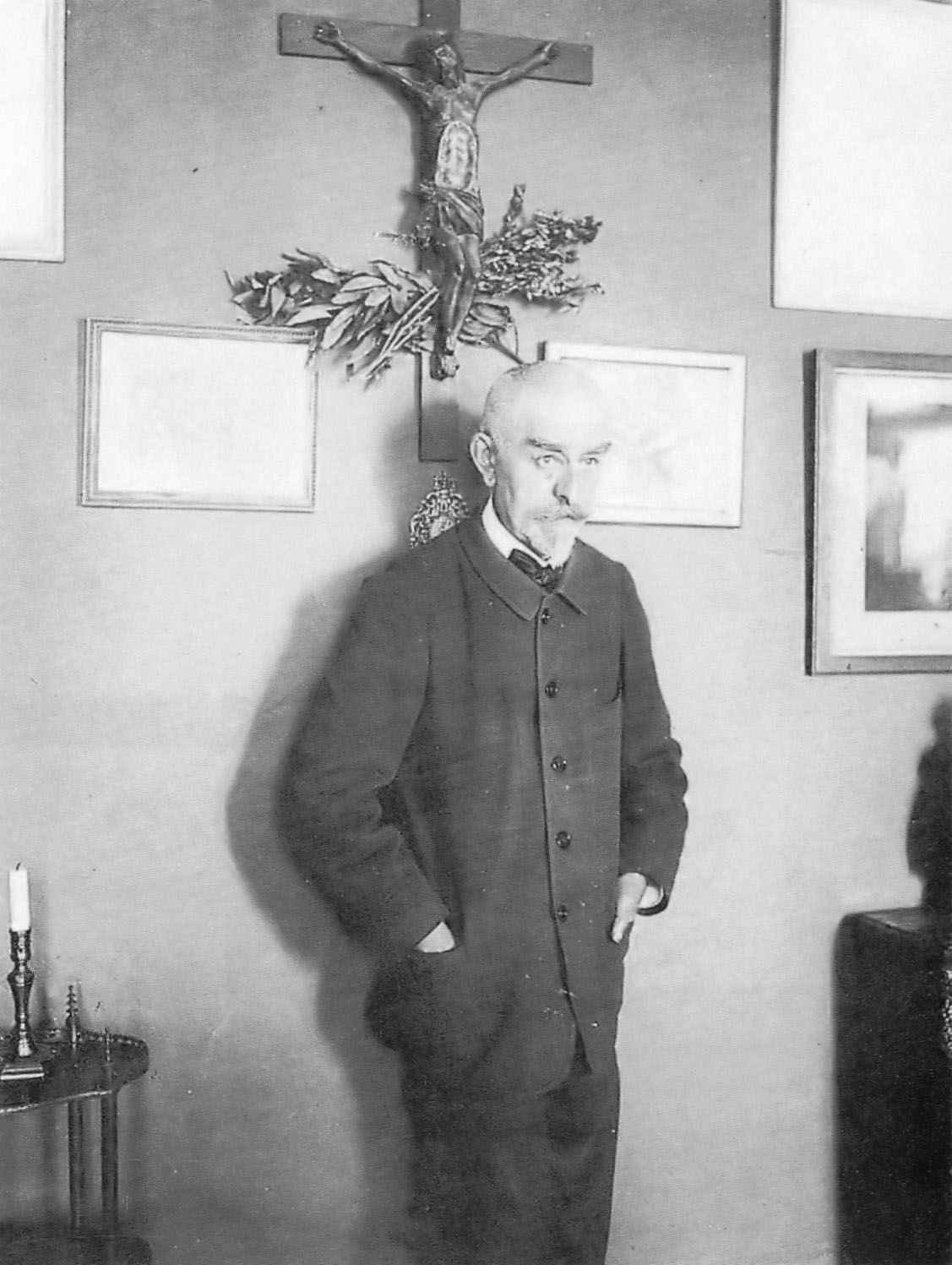
ジョリス＝カルル・ユイスマンス

ジョリス＝カルル・ユイスマンス（Joris-Karl Huysmans, 1848年2月5日 - 1907年5月12日）は、フランスの19世紀末の作家。本名 Charles Marie Georges Huysmans。イギリスのオスカー・ワイルドとともに、代表的なデカダン派作家とされる。

## 生涯
フランドルの代々画家の家系に生まれ、石盤画および細密画家の父ゴドフロワ・ジャンの代でフランスに帰化した。内務省に勤める傍ら小説を執筆、1874年に社会への鋭い観察眼による散文詩風の『薬味箱』を自費出版。エミール・ゾラに共鳴して自然主義小説を書くようになり、娼婦の世界を描いた『マルト、一娼婦の物語』でゾラに認められ、その門下グループとなってからも幾つかの作品を書く。
一方でボードレールや、画家ギュスターヴ・モロー、ジュル・シェレ、オディロン・ルドンの影響を受け、ゾラ的な自然主義から脱してペシミズムに発する人工楽園の世界を描いた、世紀末的傾向の強い特異な作品『さかしま』（À rebours）は当時多くの非難を浴びたが、デカダンスの聖書、象徴派の宝典と呼ばれる代表作となり、若き日のポール・ヴァレリーやワイルド『ドリアン・グレイの肖像』にも影響を与えた。自称『魔術師』のジョゼフ＝アントワーヌ・ブーランらと親交があり、ブーランが魔術の教義を巡り他の魔術師と抗争に発展したときにはそれを擁護するような行動をとった。これらの体験は代表作『彼方』で黒ミサなど悪魔主義を取り上げたことと関連している。
その後カトリックに改宗し、晩年は舌癌を患い病苦の中、改宗の過程を描いた『出発』、シャルトル大聖堂とキリスト教象徴学を語る『大伽藍』、『修練者』のカトリシスム三部作など、カトリック神秘思想についての作品を、『彼方』の主人公の主張した「心霊的自然主義」の手法により著した。官吏としては精勤し、内務省を退職した際に内務大臣からレジオン・ドヌール勲章を授けられた。

## 著書
- 『薬味箱』Le Drageoir aux épices 1874年
- 『マルト、一娼婦の物語』Marthe, histoire d’une fille 1876年
- 『背嚢を背に』Sac au dos 1877年（1880年に『メダンの夕べ』収録に際し加筆修正）
- 『ヴァタール姉妹』Les Sœurs Vatard 1879年
- 『家庭』En ménage 1881年
- 『流れのままに』À vau-l’eau 1882年
  - 『幻想礼賛譜』 田辺貞之助訳、桃源社、1975年。エッセイ・短編作品集
- 『さかしま』À rebours 1884年
  - 澁澤龍彦訳、河出文庫、2002年／河出書房新社『澁澤龍彦翻訳全集 7』に収録

初刊版は桃源社、1962年／改訂版・光風社出版、1984年
- 『仮泊』En rade 1887年
- 『彼方』Là-bas 1891年
  - 田辺貞之助訳、創元推理文庫、1975年、改版2002年／光風社出版、1984年
  - 『黒ミサ異聞』 松戸淳訳、北宋社（抄訳）、1992年、新版2001年
- 『出発』En route 1895年　 
  - 田辺貞之助訳、桃源社、1975年／光風社出版、1985年
- 『大伽藍』La Cathédrale 1898年
  - 『大伽藍』 出口裕弘訳、桃源社、1966年（抄訳）／光風社（改訳版）、1985年
  - 『大伽藍 神秘と崇厳の聖堂讃歌』 出口裕弘訳、平凡社ライブラリー、1995年（再訂版）
  - 『神の植物・神の動物』 野村喜和夫訳、八坂書房

「第10・14章」を訳注、2名の訳書は別々の箇所の抜粋版。
- 『献身者』Sainte Lydwine de Schiedam 1898年
- 『ルルドの群集』Les Foules de Lourdes 1901年
  - 田辺保訳、国書刊行会、1994年
- 『修練者』L’Oblat 1903年
- 『三人のプリミティフ派画家』Trois primitifs 1905年
- 『腐爛の華：スヒーダムの聖女リドヴィナ』Sainte Lydwine de Schiedam 1906年
  - 田辺貞之助訳、国書刊行会、フランス世紀末文学叢書 1994年
- 『三つの教会と三人のプリミティフ派画家』Trois Eglises et Trois primitifs 1908年
  - 田辺保訳、国書刊行会、2005年

## 評伝研究
- ロバート・バルディック 『ユイスマンス伝』（岡谷公二訳、学研、1996年）
- 大野英士 『ユイスマンスとオカルティズム』（新評論、2010年）